# 貝特勒卡爾峰
47°25′52″N 11°37′4″E / 47.43111°N 11.61778°E

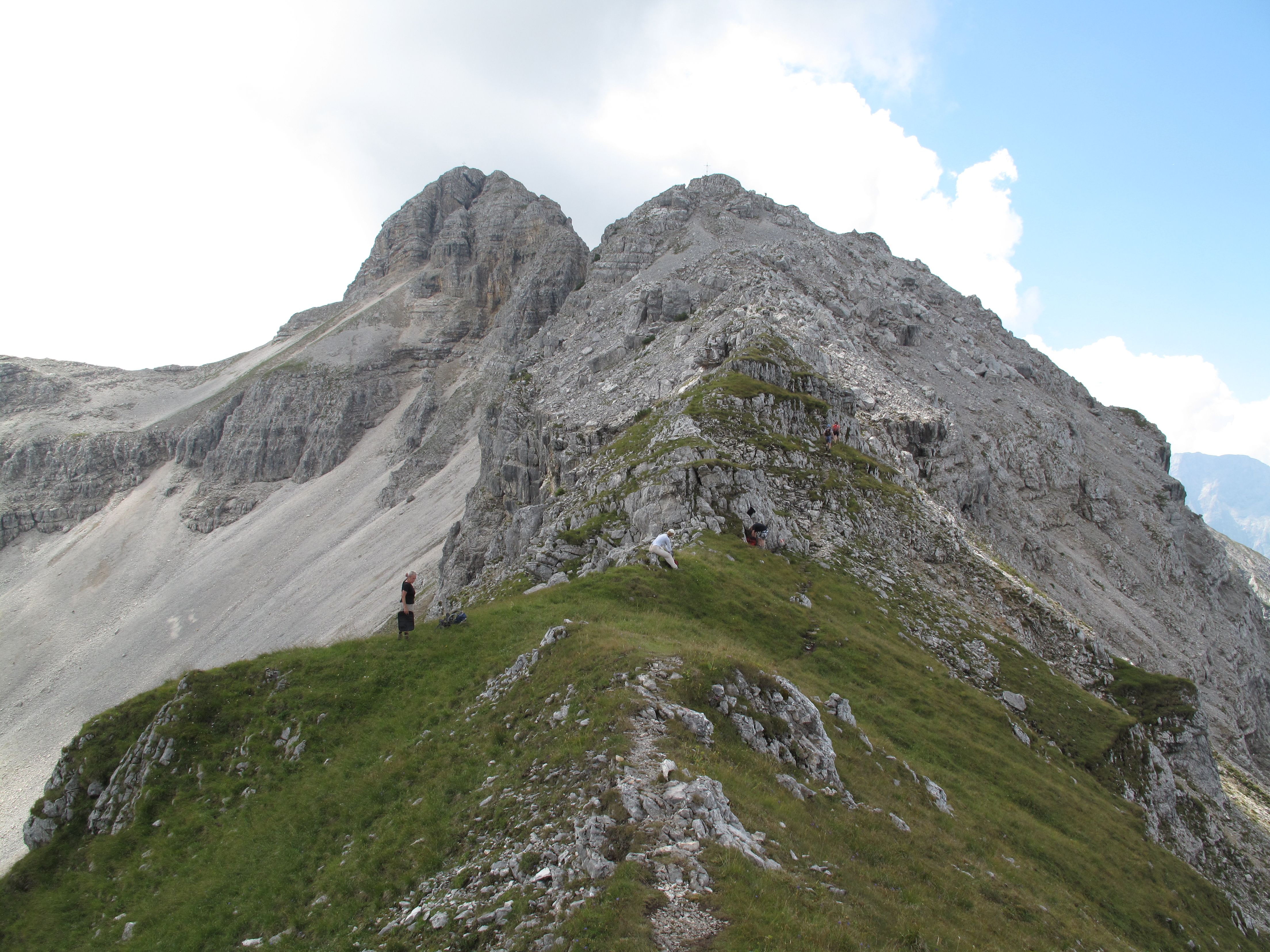

貝特勒卡爾峰（德语：Bettlerkarspitze）是奧地利的山峰，位於該國西部，由蒂羅爾州負責管轄，屬於卡文德爾山脈的一部分，距離绍弗尔峰1.1公里，海拔高度2,268米，每年平均降雨量1,806毫米。